# Dibuix de l'Oració a l'hort
El Dibuix de l'Oració a l'hort és un dels pocs dibuixos d'El Greco que es coneixien. Lamentablement, va ser destruït en un incendi durant la Guerra Civil Espanyola.

## Anàlisi de l'obra
Dibuix; tinta amb tocs d'aiguada i llapis blanc sobre paper; 27 x 34 cm.; Antigament a Real Instituto Jovellanos, Gijón.
Segons Josep Gudiol, aquest dibuix era el més interessant dels atribuïts al mestre cretenc. Potser va ser un croquis preparatori per a una de les versions de l'"Oració a l'Hort".